# سامال سعيد
سامال سعيد مجبل المعموري، من مواليد 1 ديسمبر 1987 في بالعراق، وهو لاعب كرة قدم عراقي، وقد مثل المنتخب العراقي لعدة مرات اخرها في كأس آسيا 2011، وهو يلعب مع نادي القوة الجوية العراقي ومنتخب العراق لكرة القدم.
مثل فرق اربيل والشرطة والنجف ويحمل الرقم 16 وطوله 174 ووزنه 72 كغم

## روابط خارجية
- سامال سعيد على موقع قاعدة بيانات كرة القدم.إي يو (الإنجليزية)
- سامال سعيد على موقع ناشيونال فوتبول تيمز (الإنجليزية)